# Baltasar Kormákur
Baltasar Kormákur Samper (født 27. februar 1966), med kunstnernavnet Baltasar Kormákur, er en islandsk teater- og filminstruktør, skuespiller og filmproducent, der er bedst kendt for at have instrueret filmene 101 Reykjavík, Hafið, A Little Trip to Heaven (med Julia Stiles og Forest Whitaker), Jar City (baseret på Arnaldur Indriðason bog Mýrin), Contraband og 2 Guns (med Mark Wahlberg og Denzel Washington). Hans far er den spanske kunstmaler Baltasar Samper. Kormákur har vundet flere filmpriser, både islandske og internationale.

## Skuespillerkarriere
Han er uddannet skuespiller fra den islandske teaterskole og spillede med i flere store teaterproduktioner blandt andet Hair i 1994. Senere dannede han sit eget teaterfirma ved navn Castle in the Clouds. Hans første større filmrolle kom med Júlíus Kemps film Veggfódur Erotisk Astarsaga i 1993. Senere kom han til at arbejde sammen med nogle af Islands mest fremtrædende instruktører som Egill Eðvarðsson i Agnes (1995) og Friðrik Þór Friðriksson med Djævleøen (1997). Hans rolle i The Split (1999) gjorde ham til en af de største filmstjerner på Island.

## Filminstruktør
I 2000 instruerede Kormákur sin første film Rock in Reykjavik, som han selv spillede med i. To år senere instruerede han 101 Reykjavik, som blev en stor succes både i Island og internationalt og endte med at vinde Discovery-prisen på Toronto-filmfestivalen. Efter dette lå vejen til Hollywood åben, men Kormákur valgte i stedet at blive på Island og fortsætte at producere film i Reykjavik. Den næste filmen Kormákur instruerede var The Sea i 2002, der også blev en international prisvinder og blev den første islandske film, som fik relativt god indtjening i udlandet. Derefter gik Kormákur over til at lave engelsksprogede film, men har fortsat stor indflydelse på den islandske filmindustri.

## Filmografi (som instruktør)
- 101 Reykjavík (2000)
- The Sea (Islandsk: Hafið) (2002)
- A Little Trip to Heaven (2005)
- Jar City (Islandsk: Mýrin) (2006)
- White Night Wedding (Islandsk: Brúðguminn) (2008)
- Inhale (2010)
- Contraband (2012)
- The Deep (2012)
- 2 Guns (2013)
- The Missionary (2013)
- Everest (2015)
- Reykjavik (2015/2016)
- Trapped (2015/2016)

## Filmografi (som skuespiller)
- Devil's Island (1996) som Baddi
- Angels of the Universe (2000) som Óli
- No Such Thing (2001) som Dr. Artaud
- Me and Morrison (2001) som Askildsen
- Reykjavík-Rotterdam (2008) som Kristófer